# Гупаловка
Гу́паловка (укр. Гупалівка) — село,
Гупаловский сельский совет,
Магдалиновский район,
Днепропетровская область,
Украина.
Код КОАТУУ — 1222381501. Население по переписи 2001 года составляло 1347 человек.
Является административным центром Гупаловского сельского совета, в который не входят другие населённые пункты.

## Географическое положение
Село Гупаловка находится в месте пересечения канала Днепр — Донбасс и реки Заплавка.
На противоположном берегу реки Орель — село Нехвороща (Новосанжарский район).
К селу примыкают сёла Дмухайловка, Мусиенково и Чернетчина.
Река в этом месте извилистая, образует лиманы, старицы и заболоченные озёра.
Через село проходит автомобильная дорога Т-0412.

## История
- На территории села Гупаловка и в её окрестностях исследованы поселения эпохи неолита (IV тысячелетие до н. э.), два — эпохи бронзы (II — начало I тысячелетия до н. э.), одно — скифо-сарматское (середина I тысячелетия до н. э.), поселение Черняховской культуры II—VI вв. н. э. и славянское — VIII — IX вв. Найдена также стоянка кочевников VII — VIII веков.
- Село Гупаловка основано в начале XVII века.

## Экономика
- «Приорелье», агрофирма, ЧП.
- газовая АЗС
- Мини-маркет
- хозяйственный магазин
- летнее кафе
- Маслобойня
- шиномонтаж

## Объекты социальной сферы
- Школа.
- Детский сад.
- Дом культуры.
- Больница.

## Достопримечательности
- Братская могила советских воинов.
- Скифские курганы
- Лиман на реке Орель, где была одержана победа козаками над шведским войском